# ポウハタン郡 (バージニア州)
ポウハタン郡（ポウハタンぐん、英: Powhatan County）は、アメリカ合衆国バージニア州の中央部に位置する郡である。2010年国勢調査での人口は28,046人であり、2000年の22,377人から25.3%増加した。郡庁所在地は未編入の町ポウハタンであり、同郡に法人化された町は無い。ジェームズ川が北の境界を、アポマトックス川が南の境界を流れている。郡名は、イギリス人がジェームズタウンに入った1607年当時、海岸部に住むアルゴンキン語族インディアンの強力な部族連邦を統率していた大酋長ポウハタンから採られた。昔からこの地域はモナカン族が専有しており、1700年にフランス人ユグノーの避難民が、マナキンタウンと呼ばれたモナカン族が放棄した集落に入った。
ポウハタン郡は21世紀初期に入っても田園と郊外の風景を残しており、リッチモンド・ピーターズバーグ地域のアメリカ国道60号線に沿い、リッチモンド市の西に位置している。都市圏としてはリッチモンド大都市圏に属している。

## 歴史

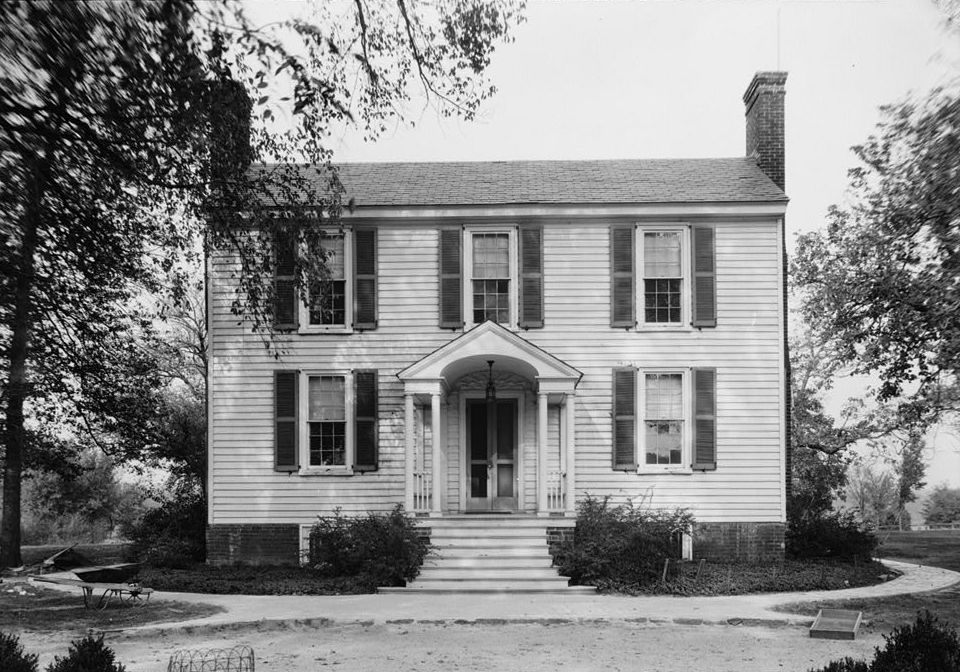
ケスウィック本館

17世紀にポウハタン郡となった地域にヨーロッパ人が到着する以前、ピードモント台地にはインディアンが住んでいた。その中でもスー語を話すモナカン族は、植民地人がマナキンタウンと呼んだ所の西に集落を幾つか持っていたと記録されている。この部族などスー語を話す部族は昔から、海岸地域に住むアルゴンキン語族のポウハタン連邦所属の部族と競合し、紛争を起こしていた。北からイロコイ族の襲撃を受けることもあった。17世紀が終わるまでに、モナカン族は戦争と病気で数を減らし、他のスー語族に吸収されていった。
1700年、700ないし800名のフランス人ユグノーが、宗教的迫害から逃れ、ロンドンからジェームズタウンに4隻の船で渡ってきた。彼らはイングランド王から土地の払い下げとローワーノーフォーク郡への入植を約束されていた。彼らの多くはロンドンの商人と職人であり、ロンドンはフランスのカトリック教会から逃れてきた者たちで溢れていた。ジェームズ川沿いのタバコ・プランテーションは商品を船で積み出す必要があったので、船の航行上限である滝線より上の地域にはまだ入植が進んでいなかった。バージニア植民地総督フランシス・ニコルソンは、ノーフォーク地域が不健康であると主張し（ただし、後には新事業を立ち上げる地域になった）、また裕福で影響力あるプランテーション所有者のウィリアム・バードが、ジェームズ川の滝線より上流約20マイル (32 km) にあったモナカン族の放棄した集落、マナキンタウンへの入植をフランス人ユグノーに提案した。イギリス人開拓地にとってはバージニア・インディアンからのバッファーが望まれ、またバードは自分が所有するその地域の開発を期待していた。滝線より上の地域は後にリッチモンド市となり、バージニア州の州都になった。
フロンティアでの初期は厳しいものだった。マナキンタウンに入植したフランス人390人のうち、1705年までそこに住んでいたのは150人に過ぎなかった。極端に孤立しており、物資は乏しく、当初はフロンティアから耕作地を切り出すのも大変だった。彼らはモナカン族が切りはらっていた土地を使うことができた。多くのフランス人は最初の季節に死んだ。1705年までに、イギリス人が住む開拓地の外にある農園やバージニアの他地域に移り住むものが多かった。1750年までに彼らはマナキンタウンから居なくなった。
フランス人は植民地バージニアで自立し、同化するようになった。最終的に英語を習得し、余裕のある場合はアフリカ人奴隷を購入し、この地域やさらに西部にいるイギリス人子孫である農園主家族と結婚した。ユグノーの子孫の多くは、他のヨーロッパ系アメリカ人が行ったように、ピードモント台地の西に移動し、さらに西のアパラチア山脈を越え、また海岸線を進んでテキサス州に入植した者もいた。
現在のバージニア州道288号線と同711号線は元の町の約1マイル (1.6 km) 東を通っており、そこに立てられた4番目の教会である1895年建築のユグノー記念礼拝堂と記念碑がユグノー協会によって維持されている。アメリカ合衆国国家歴史登録財にも指定された。さらに、1953年に近くに建てられたマナキン・エピスコパル教会が地域の信徒のために礼拝を続けている。
1777年5月、バージニア州議会が、カンバーランド郡の東部、ジェームズ川とアポマトックス川に挟まれた地域を分離して、ポウハタン郡を設立した。郡民はポウハタン連邦の大酋長ポウハタンに因んで郡名を付けた。ジェームズタウン入植時に、ポウハタン酋長は海岸部のアルゴンキン語族をまとめ、その数は約3万人に達していた。ポウハタンは、開拓者が友好的に感じたポカホンタスの父だった。ポカホンタスは捕まっている間にキリスト教を受入れ、イギリス人ジョン・ロルフと結婚し、バージニア初期家系の多くの先祖となった。
ポウハタン郡が設立されてからの2年間、モスビー酒場が郡庁舎になった。1778年に新庁舎が建設されると、その側の地域はアメリカ独立戦争の軍人チャールズ・スコットに因み、「スコットビル」と命名された。1792年にバージニア州の領域からケンタッキー州が作られると、スコットが州知事に選ばれた。郡庁舎がある場所は後にポウハタンと名付けられた。
18世紀後半から19世紀初期、フロンティアが西に移動するにつれてプランテーションが拡大し、郡は発展するようになった。自作農が土地を購入しやすい後背地に入るようになった。大型農園主は多くのアフリカ人奴隷を使ってタバコを生産し、後には小麦など多種の作物を作った。第二次世界大戦が終わるまで郡は農業経済に依存し続けていた。現在でも田園部があり、歴史的なプランテーションもあるが、郊外部の住宅開発とそれに関わる小売業とともに発展している。

## 地理
アメリカ合衆国国勢調査局に拠れば、郡域全面積は262平方マイル (680 km2)であり、このうち陸地261平方マイル (680 km2)、水域は1平方マイル (2.6 km2)で水域率は0.43%である。ジェームズ川が北の境界を、アポマトックス川が南の境界を流れている。

### 主要高規格道路
- アメリカ国道60号線
- アメリカ国道522号線
- バージニア州道13号線
- バージニア州道288号線
- バージニア州道300号線

### 隣接する郡
- グーチランド郡 - 北
- チェスターフィールド郡 - 東
- アメリア郡 - 南
- カンバーランド郡 - 西

## 人口動態
以下は2000年の国勢調査による人口統計データである。
| 基礎データ - 人口: 22,377人 - 世帯数: 7,258 世帯 - 家族数: 5,900 家族 - 人口密度: 33人/km2（86人/mi2） - 住居数: 7,509軒 - 住居密度: 11軒/km2（29軒/mi2） 人種別人口構成 - 白人: 81.50% - アフリカン・アメリカン: 16.91% - ネイティブ・アメリカン: 0.21% - アジア人: 0.21% - その他の人種: 0.33% - 混血: 0.84% - ヒスパニック・ラテン系: 0.82% 先祖による構成 - イギリス系：18% - アフリカ系：17% - ドイツ系：12% - アイルランド系：11% - イタリア系：3% | 年齢別人口構成 - 18歳未満: 24.0% - 18-24歳: 7.3% - 25-44歳: 34.7% - 45-64歳: 25.6% - 65歳以上: 8.4% - 年齢の中央値: 37歳 - 性比（女性100人あたり男性の人口） - 総人口: 122.3 - 18歳以上: 126.7 世帯と家族（対世帯数） - 18歳未満の子供がいる: 37.5% - 結婚・同居している夫婦: 69.7% - 未婚・離婚・死別女性が世帯主: 8.1% - 非家族世帯: 18.7% - 単身世帯: 14.6% - 65歳以上の老人1人暮らし: 4.8% - 平均構成人数 - 世帯: 2.74人 - 家族: 3.03人 | 収入と家計 - 収入の中央値 - 世帯: 53,992米ドル - 家族: 58,142米ドル - 性別 - 男性: 37,948米ドル - 女性: 28,204米ドル - 人口1人あたり収入: 24,769米ドル - 貧困線以下 - 対人口: 5.7% - 対家族数: 4.8% - 18歳未満: 7.9% - 65歳以上: 8.6% |